# Acrocercops petalopa
Acrocercops petalopa är en fjärilsart som beskrevs av Edward Meyrick 1934. Acrocercops petalopa ingår i släktet Acrocercops och familjen styltmalar. Inga underarter finns listade i Catalogue of Life.